# Partito Nazionalsocialista Tedesco dei Lavoratori
Il Partito Nazionalsocialista Tedesco dei Lavoratori (in tedesco: ), conosciuto anche come Partito nazista e con la sigla NSDAP, nato dal Partito Tedesco dei Lavoratori (Deutsche Arbeiterpartei, DAP), fu un partito politico tedesco. Guidato da Adolf Hitler, agitatore e uomo politico di origine austriaca, prese il potere in Germania nel 1933 in seguito all' esperienza della Repubblica di Weimar, instaurando l'anno successivo, con il decreto per la ricostruzione del Reich e la nomina di Hitler a Führer del popolo tedesco, un governo totalitario di estrema destra dalle forti connotazioni nazionalistiche, militaristiche e revansciste, antisemitiche e di superiorità razziale, fortemente espansionista in termini di politica estera, in particolare verso i territori dell'Est europeo abitati da popolazioni slave.
Il termine «nazismo» proviene dall'abbreviazione tedesca "nazi", forma contratta di Nationalsozialismus (nazionalsocialismo). 
Fu l'unico partito politico legalmente autorizzato della Germania nazista dal luglio del 1933 fino alla fine della seconda guerra mondiale nel 1945, quando venne dichiarato illegale e i suoi capi arrestati e condannati per crimini di guerra e contro l'umanità al processo di Norimberga.

## Origini
Il primo movimento a fregiarsi dell'epiteto di "Nazional - Socialista" non fu affatto tedesco, ma boemo. Esso venne fondato nel 1898 come conseguenza di una scissione interna al sindacato unitario in quello che allora era l'Impero austro-ungarico tra i lavoratori slavi (soprattutto di etnia ceca) e tedeschi. A loro volta, i lavoratori di etnia tedesca costituirono un loro partito, il "Partito dei Lavoratori Tedeschi" ("Deutsche Arbeiter Partei", abbreviato con l'acronimo di "DAP") nel 1904 a Trautenau (oggigiorno Trutnov), sempre in Boemia, ma con sede centrale a Linz, dove, in quegli stessi anni, Adolf Hitler attendeva con scarso impegno agli studi scolastici. Entrambi i partiti sopravvissero alla separazione della neonata Cecoslovacchia dall'Austria, nel novembre 1918 in seguito della sconfitta nella prima guerra mondiale. Nel 1918 il DAP risultò presente soltanto nella regione dei Sudeti e dei Monti Metalliferi, in cui l'etnia predominante era rimasta tedesca, con alla guida Hans Knirsch, di professione tessitore, che ne era stato il fondatore.
Il successore di Knirsch fu Konrad Henlein che ribattezzò il DAP in "Partito Nazionalsocialista dei Sudeti", conducendo una lotta indipendentista anche con attentati e che fu strumentalizzato da Hitler per giungere allo smembramento della nazione cecoslovacca prima, nel 1938, e all'annessione dell'attuale Repubblica Ceca poi, nel 1939, costituita nel Protettorato di Boemia e Moravia, preludio dello scoppio della seconda guerra mondiale. Sia nella componente boema, sia in quella austriaca del sindacato, e dei partiti che ne derivarono, maggioritaria era la componente dei ferrovieri, rappresentati da Rudolf Jung, amico del collega bavarese Anton Drexler, fabbro ferraio delle officine ferroviarie di Monaco di Baviera, il quale già nel 1915 aveva radunato attorno a sé alcuni compagni in un movimento che si definiva "Partito Tedesco dei Lavoratori", in omaggio a quello austriaco. Nell'estate del 1918 il DAP austriaco prese il nome di "Partito Nazionalsocialista Tedesco dei Lavoratori". Lo NSDAP bavarese derivò da una serie di piccoli gruppi politici locali di orientamento socialista, statalista, e anticapitalista nazionalista e di estrema destra che sorsero negli ultimi anni del primo conflitto mondiale. Nei primi mesi del 1918 a Brema venne fondato il Freier Ausschuss für einen deutschen Arbeiterfrieden («Libero comitato di lavoratori per una pace tedesca»); il 7 marzo dello stesso anno Anton Drexler, fabbro delle ferrovie tedesche e convinto nazionalista, aprì una sezione locale del movimento a Monaco di Baviera.
Drexler già membro del Partito Tedesco della Patria (Deutsche Vaterlandspartei), un partito nazionalista e favorevole al proseguimento della guerra a oltranza, si oppose violentemente all'armistizio del novembre 1918 e ai successivi moti rivoluzionari che scossero la Germania dopo che questo era stato firmato. Il 5 gennaio 1919 Drexler insieme con Gottfried Feder, Dietrich Eckart e Karl Harrer, e con 25 operai delle officine delle ferrovie bavaresi creò il Deutsche Arbeiterpartei ("Partito Tedesco dei Lavoratori" abbreviato in DAP bavarese); questo piccolo partito si trasformò in seguito, con l'arrivo di Adolf Hitler, nello NSDAP bavarese, il 24 febbraio 1920. I contatti tra i partiti nazionalsocialisti austro-boemi e bavaresi furono molto stretti anche in termine di programma politico, in quanto i venticinque punti del programma dello NSDAP bavarese ricalcavano in tutto quelli del suo omologo austroboemo, e Hitler conosceva sia il partito austroboemo sia il suo leader, Jung, già nel periodo del suo soggiorno a Vienna, tra il 1908 e il 1913. All'atto della fondazione il DAP rappresentò solo uno dei tanti movimenti völkisch presenti nella Germania del tempo sconvolta dalla sconfitta e agitata da moti rivoluzionari simili a quelli che avevano portato all'instaurazione del regime bolscevico in Russia nel 1917.
Il movimento völkisch era una raccolta di gruppi politici di estrema destra sorti in seguito alla sconfitta della Germania nella prima guerra mondiale. Gli appartenenti al movimento credevano che la sola causa della sconfitta fosse da ricercarsi nel crollo del "fronte interno" e vedevano nella massoneria, nei socialisti, nei liberali, negli intellettuali e negli ebrei i veri responsabili della sconfitta. Questo atteggiamento - e la ricerca di capri espiatori per una sconfitta inaspettata che era costata alla Germania milioni di morti - portò alla creazione della Dolchstoßlegende («leggenda della pugnalata alle spalle») che contribuì in maniera decisiva all'ascesa del Partito nazionalsocialista negli anni seguenti. La Dolchstosslegende fu costruita senza tenere conto di dati di fatto incontrovertibili che la smentivano, come il fatto che l'armistizio era stato firmato su raccomandazione dei più importanti comandanti militari, Erich Ludendorff e Paul von Hindenburg, resisi ormai conto, dopo le infruttuose offensive della primavera 1918, che l'esercito tedesco non avrebbe potuto continuare e vincere la guerra.
Come molti gruppi völkisch il DAP fece propria la convinzione che la Germania sarebbe dovuta divenire una "comunità popolare" (Volksgemeinschaft) strettamente unita attorno a un führer («capo») che avrebbe dovuto incarnare i migliori sentimenti «germanici», piuttosto che divisa in classi e frazionata in diversi partiti politici. Quest'idea presentò immediatamente una connotazione antisemita: la "comunità popolare" avrebbe dovuto essere judenfrei, «libera da ebrei», visti come un «corpo estraneo» all'interno della comunità tedesca. Fin dagli esordi il DAP si oppose ai partiti di sinistra, il Partito Socialdemocratico di Germania (SPD) e il nuovo Partito Comunista di Germania (KPD). I membri del DAP si vedevano come combattenti contro il bolscevismo anche se spesso dichiararono di essere un partito della classe operaia. Tra i primissimi membri del DAP furono alcuni tra i più importanti personaggi del futuro Terzo Reich; tra gli altri Rudolf Hess, Hans Frank e Alfred Rosenberg.
Nonostante si definisse prosaicamente partito politico, il DAP era solo un piccolo gruppo con meno di sessanta membri. Nondimeno attrasse l'attenzione delle autorità tedesche sospettose nei confronti di ogni organizzazione che potesse avere tendenze sovversive. Un giovane caporale di nome Adolf Hitler, reduce dal conflitto, venne inviato dai servizi segreti dell'esercito a investigare sulle attività del partito. Nel corso di una riunione del partito Hitler venne coinvolto in una discussione politica facendo grande impressione sui presenti per le sue doti di oratore tanto che il DAP lo invitò a unirsi alla formazione.

## Primi anni: 1920-1925
Hitler si iscrisse al partito in un giorno imprecisato della seconda metà di settembre del 1919 e fu il 55º membro del DAP ottenendo la tessera numero 555, rilasciata il 1º gennaio 1920; per incrementare infatti la propria consistenza numerica il DAP aveva cominciato la numerazione delle tessere a partire da 501. Hitler in seguito dichiarò di esserne stato il settimo membro per dare maggior risalto al suo ruolo nella fondazione del partito; in effetti egli fu solamente il settimo membro del comitato direttivo centrale del DAP. Quando il DAP cambiò denominazione in NSDAP Hitler riservò per sé la tessera numero 1.
Nonostante nei mesi successivi il DAP continuasse ad attrarre nuovi membri, rimase però troppo piccolo per esercitare ogni reale influenza sulla politica tedesca. Il 24 febbraio 1920 il partito aggiunse "Nazionalsocialista" al proprio nome ufficiale diventando così Partito Nazionalsocialista Tedesco dei Lavoratori, abbreviato in NSDAP. Il termine «nazionalsocialista» era già correntemente utilizzato in Germania e Austria a partire dal 1890, tanto che esisteva in Austria un partito omonimo (DNSAP) - Hitler riconobbe in seguito che il nome di questo partito gli diede l'ispirazione per il nuovo nome del DAP. Uno dei vantaggi del nuovo nome fu la capacità di suscitare nei potenziali elettori un senso di patriottismo esercitando nel contempo un'attrattiva sulle classi operaie senza però obbligare il partito stesso a nessuna precisa politica (il concetto di nazionalsocialismo rimase, ed è tutt'oggi, un concetto piuttosto vago). A differenza di quanto si è sinora ritenuto, una matrice di stampo socialista fu, comunque, sempre presente nelle idee guida di Hitler, unito anche a un certo interesse per la classe operaia e al desiderio di annullare le differenze di classe presenti tra i lavoratori che svolgevano lavori di fatica e la restante parte del mondo del lavoro.
A detta di Hitler stesso, la sua coscienza per la questione sociale maturò nel cosiddetto periodo viennese, durante il quale per un certo periodo alloggiò presso un dormitorio pubblico. Misure di notevole interesse da ricondursi al "socialismo" di Hitler, anche negli anni successivi, furono la fornitura al DAF (Fronte tedesco del lavoro) nel 1934 della autorità legale di cui necessitava per mettere in atto le sue richieste, l'istituzione di un premio da destinarsi alla migliore azienda nazionalsocialista (proposto dal DAF e reso possibile dall'interesse di Hitler, decisione che non riscosse il consenso del ministro dell'economia Schacht) che portò a un aumento delle spese in favore del miglioramento delle condizioni operaie in azienda dagli 80 milioni di Reichsmark del 1936 ai 200 milioni di Reichsmark del 1938 e infine la direttiva del 15 febbraio 1940 che poneva all'ordine del giorno l'esame della proposta di riforma previdenziale presentata dall'AWI, l'Istituto di scienza del lavoro della DAF. Altri punti economico-sociali del programma, che, in un periodo di accesa radicalizzazione politica, miravano a competere soprattutto con i socialisti, presso gli operai e i ceti popolari, sarebbero stati, invece, abbandonati dopo l'ascesa al potere. È il caso del punto 11 (eliminazione dei redditi non provenienti da lavoro), del punto 12 (nazionalizzazione dei monopoli), del punto 13 (partecipazione dello Stato ai profitti dei grossi trust), del punto 14 (soppressione dei fitti fondiari e della speculazione terriera), del punto 16 (pubblicizzazione dei grandi magazzini e affidamento della loro gestione ai piccoli commercianti).
Hitler scoprì e affinò presto il proprio talento oratorio; la sua capacità di attrarre nuovi membri unita alla sua caratteristica crudeltà lo resero presto la figura dominante del piccolo partito. Questa capacità venne riconosciuta da Drexler e Hitler divenne presidente dello NSDAP il 28 luglio 1921. All'atto della fondazione del DAP era stato istituito un comitato direttivo centrale eletto dai membri che provvedeva a sua volta a eleggere il presidente del partito. Hitler rapidamente accantonò questa forma di controllo che la "base" avrebbe potuto avere su di lui. Egli pretese e ottenne il titolo di führer e, dopo una serie di conflitti interni al partito, riuscì a far accettare che lo NSDAP fosse retto sul Führerprinzip («principio di supremazia del capo»): Hitler sarebbe stato il solo leader del partito e l'unico a poterne decidere le politiche e la strategia.
In questo periodo Hitler immaginava lo NSDAP come un'organizzazione rivoluzionaria e mirava a un rovesciamento violento della Repubblica di Weimar che egli vedeva controllata da socialisti, ebrei e «criminali di novembre», i colpevoli della firma dell'armistizio e quindi traditori della "sacra" patria tedesca. Le Sturmabteilung (SA, «squadre d'assalto», conosciute anche come «camicie brune») vennero costituite nel 1921 come milizia di partito e presto si lanciarono in violenti scontri con gli appartenenti ad altri partiti politici. Esse erano copiate dall'analoga milizia mussoliniana delle Camicie nere, anche se - ufficialmente - vennero presentate come squadre sportive del partito.
Tra il 1921 e il 1922 lo NSDAP crebbe notevolmente grazie a una serie di motivi concomitanti: l'abilità oratoria di Hitler, il richiamo esercitato dalle SA sui giovani disoccupati ed ex soldati, la debolezza della Repubblica di Weimar e la sua incapacità di risolvere i gravi problemi economici e la disoccupazione. Nel partito confluirono molti veterani del primo conflitto mondiale - sui quali l'ex soldato pluridecorato Adolf Hitler esercitava un fascino particolare -, piccoli commercianti ed ex membri delusi dai partiti rivali. La Gioventù hitleriana (Hitler-Jugend, HJ) venne costituita in questo periodo (1926) per raccogliere i figli dei membri del partito, anche se rimase fino alla fine degli anni venti una piccola unità (successivamente essa ebbe lo scopo di togliere sostegno alle organizzazioni giovanili ecclesiastiche, come i Boy Scout). In questo periodo si affiliarono al partito anche Ernst Röhm che divenne presto capo delle SA, l'asso d'aviazione della prima guerra mondiale Hermann Göring e Heinrich Himmler destinato a diventare in futuro, in qualità di comandante delle SS, uno dei personaggi più importanti e temuti del Terzo Reich. Nel dicembre 1920 lo NSDAP acquistò un quotidiano, il Völkischer Beobachter che presto divenne l'organo di stampa ufficiale del Partito Nazionalsocialista.
Nel gennaio 1923 i francesi occuparono la regione industriale della Ruhr in seguito all'incapacità da parte della Germania di pagare le riparazione di guerra imposte dal trattato di Versailles. L'occupazione condusse la Germania al caos economico, al crollo del governo presieduto da Wilhelm Cuno e a un tentativo di nuova rivoluzione ispirato dal Partito comunista tedesco (KPD). L'instabilità politica, l'insicurezza economica e l'ulteriore umiliazione imposta dalla Francia alla Germania contribuirono a un deciso incremento del sentimento nazionalista tedesco che trovò nel piccolo partito retto da Hitler lo sfogo per le sue ambizioni di grandezza e sicurezza; nel giro di pochi mesi il numero degli iscritti aumentò vertiginosamente fino a raggiungere le 20.000 unità.
Entro il novembre 1923 Hitler decise che i tempi erano maturi per una sollevazione che avrebbe dovuto portare alla conquista del potere a Monaco, nella speranza che la Reichswehr (le forze armate tedesche postbelliche, poi dette Wehrmacht) si sarebbe ammutinato contro il governo centrale di Berlino per appoggiare la sua rivolta. Questa speranza venne fomentata dall'ex-generale Erich Ludendorff che supportava, seppur non come membro effettivo, il Partito Nazionalsocialista.
Nella notte dell'8 novembre 1923 i nazisti utilizzarono un raduno patriottico tenuto in una birreria di Monaco per cercare di lanciare un colpo di Stato. Il cosiddetto putsch della birreria fallì praticamente subito, quando i comandanti locali della Reichswehr si rifiutarono di appoggiarlo rimanendo leali al governo centrale tedesco. Nella mattinata del 9 novembre Hitler e il partito, per un totale di circa duemila persone, marciarono attraverso le strade di Monaco cercando di ottenere un supporto popolare al colpo di Stato; non ebbero successo e la marcia si concluse nel sangue sotto il fuoco dei soldati che uccisero 14 nazionalsocialisti e ne ferirono molti altri. Hitler, Hess, Ludendorff e molti altri organizzatori vennero arrestati e processati per tradimento nel marzo 1924. La brillante difesa di Hitler al suo processo e il generale sentimento nazionalista tedesco permisero agli imputati di ottenere brevi pene detentive. Hitler sfruttò il periodo trascorso in carcere per scrivere il suo manifesto politico semi-autobiografico Mein Kampf («La mia battaglia»). Nel frattempo lo NSDAP, privato del suo carismatico e unico leader, si trovò praticamente a scomparire.

## Verso il potere: 1925-1932

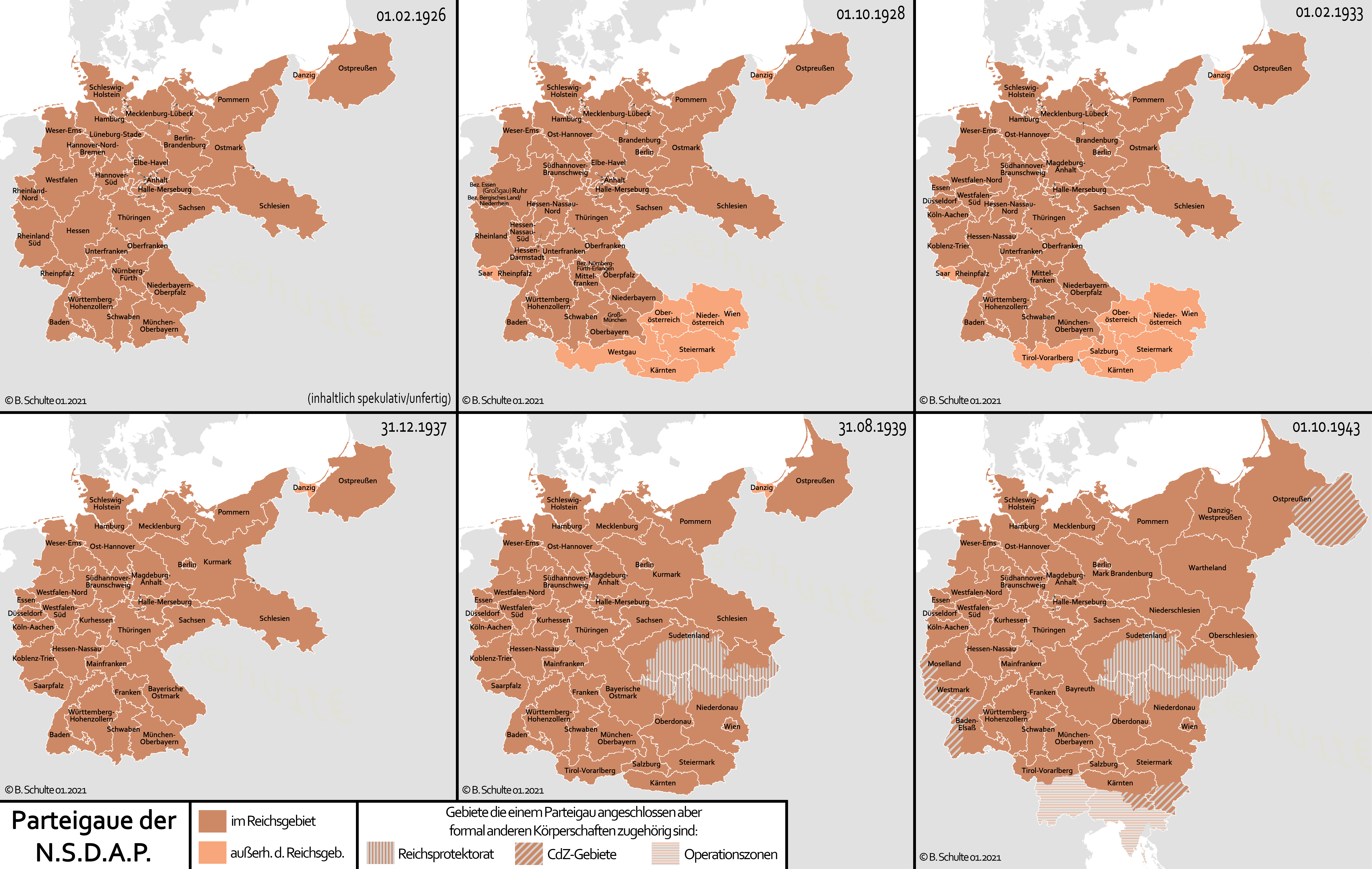
I Gaue organizzati in Germania dal Partito nazista dal 1926 al 1943

Hitler venne rilasciato dal carcere nel dicembre 1924 e immediatamente si mise all'opera per rifondare il partito e riorganizzarlo in modo da renderlo sempre più malleabile al suo incontrastato predominio. Il "nuovo" Partito nazionalsocialista non era più un'organizzazione rivoluzionaria paramilitare e ripudiò l'idea di raggiungere il potere attraverso metodi non legali. In ogni caso la situazione economica e politica del 1923 si era stabilizzata - con un conseguente raffreddamento dell'indignazione nazionalista - e non esistevano spazi di manovra per una nuova avventura rivoluzionaria.
Nell'ottica della riorganizzazione nel 1925 il partito venne suddiviso in Korps der politischen Leiter («corpo dei leader politici») e Parteimitglieder («associazione dei membri ordinari»). Le SA vennero scorporate dallo NSDAP e venne enfatizzato l'aspetto del conseguimento degli obiettivi di partito attraverso metodi legali; come segno di questi cambiamenti il partito cominciò a permettere l'iscrizione alle donne. Le SA e le SS (fondate nell'aprile 1925 come guardia del corpo di Hitler e comandate da Himmler) vennero inquadrate come "gruppi di supporto" (le SA, ad esempio, erano ufficialmente le "Squadre Sportive" del partito e le SS - per poco - non vennero da Goebbels inquadrate in una specie di scuola filosofica del partito) e tutti i membri di queste organizzazioni collaterali dovevano prima divenire membri regolari dello NSDAP.
Nominalmente il vice-capo di partito divenne Rudolf Hess, anche se in effetti egli non aveva alcun potere all'interno dello NSDAP. I più importanti leader dopo Hitler erano Goebbels, Himmler, Göring e Röhm. Sotto questa dirigenza centrale esistevano una serie di leader regionali, i Gauleiter, ognuno dei quali era responsabile del partito all'interno del suo Gau («circoscrizione»). Esistevano 34 Gaue per la Germania e ulteriori sette per l'Austria, i Sudeti (in Cecoslovacchia), Danzica e la Saarland (occupata dalla Francia). Joseph Goebbels cominciò la sua ascesa verso i più alti gradi della gerarchia nazista divenendo, nel 1926, Gauleiter di Berlino. Julius Streicher, editore della rivista violentemente antisemita Der Stürmer era Gauleiter della Franconia. Al di sotto dei Gauleiter esisteva una struttura di funzionari di grado inferiore, organizzati in una struttura gerarchica per la quale gli ordini fluivano dal vertice verso la base che doveva eseguirli senza discutere. Solo il corpo delle SA rimase parzialmente escluso da questo tipo di struttura. In questo periodo il partito adottò il saluto nazista, ispirato al saluto fascista, formato dal saluto romano associato alla formula «Heil Hitler!».
Lo NSDAP partecipò dal 1924 alle elezioni del parlamento nazionale, il Reichstag, e delle legislature federali, i Landtag, ottenendo solo scarsi successi. Il Nationalsozialistische Freiheitsbewegung («Movimento nazionalsocialista per la Libertà», un raggruppamento che includeva NSDAP e DVFP) ottenne il 3% dei voti alle elezioni per il Reichstag del dicembre 1924; tale percentuale scese al 2,6% nelle successive elezioni del 1928. I risultati elettorali ottenuti nel medesimo periodo per le diverse legislature federali furono similari. Nonostante i modesti risultati ottenuti, e nonostante la relativa stabilità politica della Germania della fine degli anni venti, il Partito nazionalsocialista continuò a crescere. Questo fu dovuto in parte alla scelta di Hitler, scarsamente interessato al lavoro amministrativo e burocratico, di demandare l'organizzazione del partito al capo della sua segreteria Philipp Bouhler, al tesoriere del partito Franz Xaver Schwarz e all'amministratore Max Amann. Nel gennaio 1928 venne inoltre nominato a capo del dipartimento propaganda del partito l'efficiente Gregor Strasser. Questi collaboratori diedero allo NSDAP un'efficiente struttura di reclutamento e organizzativa. La crescita dello NSDAP fu dovuta inoltre al graduale abbandono da parte degli elettori di altri gruppi nazionalisti, come il DNVP; con il trascorrere del tempo, mentre Hitler veniva sempre più identificato come il leader dei nazionalisti tedeschi, gli altri gruppi persero terreno o vennero assorbiti dallo NSDAP.

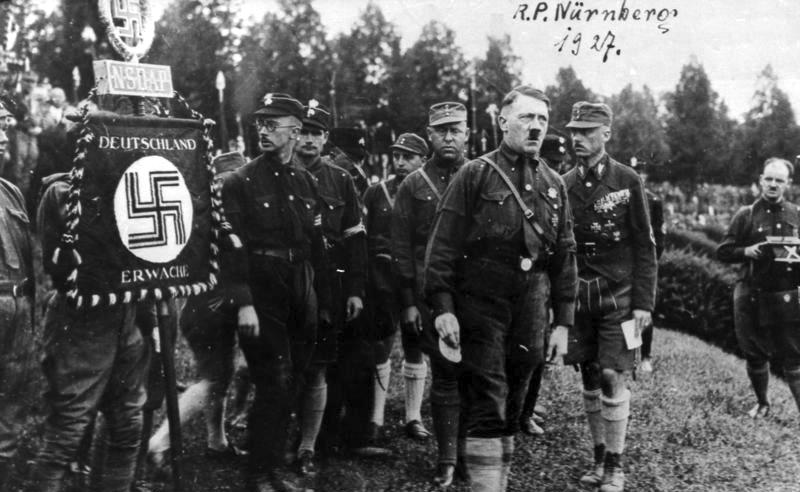
Adolf Hitler sfila con i capi di partito

Il Partito nazionalsocialista si espanse, nel corso degli anni '20, oltre la propria tradizionale base in Baviera. In effetti la Baviera cattolica e la Vestfalia, insieme con l'operaia «rossa Berlino» furono sempre le aree elettorali più deboli per il partito, anche dopo la definitiva ascesa al potere. Le aree dove il supporto al partito fu più marcato furono quelle rurali e protestanti: Schleswig-Holstein, Meclemburgo, Pomerania e Prussia Orientale. Le aree industriali depresse, come ad esempio la Turingia, furono altresì importanti roccaforti del voto nazionalsocialista mentre i lavoratori della regione della Ruhr e di Amburgo rimasero fedeli all'SPD, al KPD e al Zentrum cattolico.
Norimberga rimase sempre un bastione dell'ideologia nazionalsocialista e, a partire dal 1927, vennero qui tenuti i raduni del partito. Questi raduni divennero presto un'importante vetrina per l'esibizione della potenza paramilitare del partito e contribuirono ad attrarre nuovi simpatizzanti e membri. L'appello nazionalsocialista ebbe maggiori riscontri nella piccola borghesia - agricoltori, impiegati pubblici, insegnanti, piccoli commercianti - che ebbe a subire i maggiori danni dalla devastante inflazione degli anni Venti e che temeva il bolscevismo, e la conseguente espropriazione di beni, più di ogni altra cosa. Queste classi di piccoli imprenditori furono ricettive al messaggio antisemita di Hitler, vedendo nel "grande business ebraico" la fonte dei loro problemi economici. Gli studenti universitari, delusi per non aver partecipato al primo conflitto mondiale, vennero altresì colpiti dalla retorica radicale dello NSDAP, divenendo un'importante componente di supporto del Partito Nazionalsocialista. Entro il 1929, il partito contava 130.000 iscritti. Nel 1930 vi fu una piccola defezione dal partito; Otto Strasser, fratello di Gregor, decise di uscire dal partito in quanto questo non rispettava più le regole socialiste. Assieme ad altri 25 colleghi andarono a formare il "Fronte Nero" (Schwarze Front).

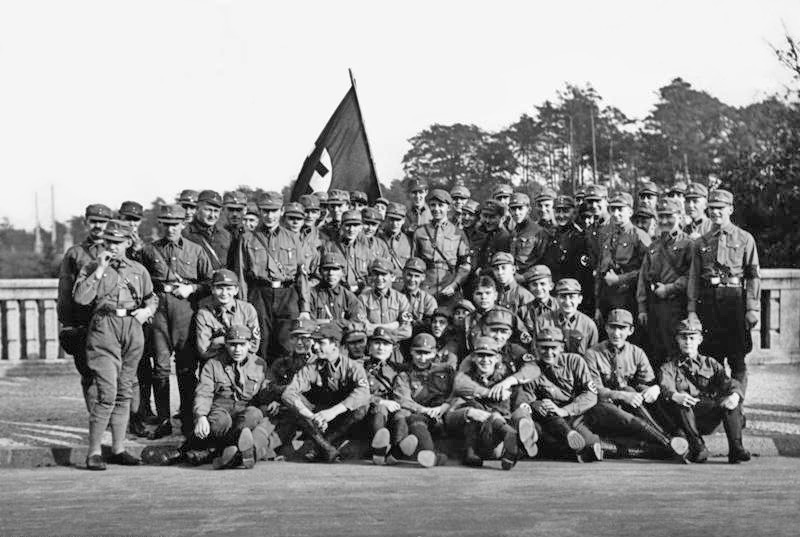
Adunata delle SA, l'organizzazione paramilitare del partito, nel 1929

Nonostante questi punti di forza è improbabile che il Partito nazionalsocialista avrebbe mai raggiunto il potere se non fosse stato per la Grande depressione, iniziatasi con il crollo della borsa di Wall Street nell'ottobre 1929. Entro il 1930 la situazione in Germania era precipitata nuovamente con livelli di disoccupazione in costante ascesa e un diffuso fallimento di attività commerciali. I partiti della sinistra, l'SPD e il KPD, erano profondamente divisi e incapaci di organizzare un'efficace opposizione. Questo diede ai nazionalsocialisti l'opportunità di incolpare i «finanzieri giudei» e i bolscevichi (al soldo degli ebrei) di tutti i disastri della Germania e raccogliere così un ampio spettro di elettori, desiderosi di trovare un "nemico" facilmente identificabile, per sfogare la loro rabbia e la loro delusione. Nel corso delle elezioni per il Reichstag del settembre 1930, lo NSDAP ottenne il 18,3% dei voti e divenne il secondo partito più grande della Germania, subito dopo quello socialdemocratico dell'SPD.
Hitler dimostrò un'incredibile energia nel corso della campagna elettorale, utilizzando tutti i nuovi strumenti tecnologici: la radio e volando in aereo da un capo all'altro della Germania. Essenziale fu inoltre la sostituzione di Strasser con Goebbels a capo della propaganda del partito. Mentre Strasser abusò spesso della posizione di capo-propagandista per trasmettere la sua visione di nazionalsocialismo (più legata a istanze "sociali"), Goebbels dimostrò una totale lealtà a Hitler e lavorò unicamente per esaltarne l'immagine. Le elezioni del 1930 cambiarono il panorama politico tedesco indebolendo i partiti nazionalisti tradizionali, il DNVP e il DPV, lasciando lo NSDAP come unica alternativa ai discreditati SPD e Zentrum, il leader del quale, Heinrich Brüning, guidava un debole governo di minoranza. L'incapacità dei partiti democratici di formare un fronte unito, l'isolamento autoimposto del KPD all'estrema sinistra e il continuo peggioramento della situazione economica tedesca giocarono insieme a favore di Hitler al quale, considerato leader de facto dell'opposizione, alcuni grandi industriali, come Fritz Thyssen, cominciarono a versare generosi contributi. Ma non tutti i grandi industriali tedeschi erano a favore dell'estremo nazionalismo dello NSDAP e continuarono ad appoggiare altri partiti conservatori più tradizionali.
Durante il 1931 e 1932 la crisi tedesca peggiorò. Nel marzo 1932 Hitler si candidò alla carica di Presidente della Repubblica in opposizione a Paul von Hindenburg ottenendo il 30,1% dei voti nella prima tornata che salirono al 36,8% durante il ballottaggio. In questo periodo le SA raggiunsero i 400.000 iscritti e ingaggiarono battaglie di strada con le unità paramilitari socialiste e comuniste (che peraltro combattevano anche tra loro) riducendo molte città tedesche in uno stato di totale confusione. Paradossalmente, nonostante i nazionalsocialisti fossero i principali istigatori delle violenze di strada, parte dell'appello di Hitler all'elettorato impaurito e demoralizzato fu proprio di riportare la legge e l'ordine in Germania. I tedeschi votarono Hitler principalmente per le promesse di ripresa dell'economia (che vennero fatte senza mai specificare le misure che avrebbe preso una volta al potere), per la promessa di riportare la Germania alla grandezza, di ribellarsi al Trattato di Versailles e di difendere la patria dai comunisti.

### Elezioni politiche del 1932
Alle elezioni per il Reichstag tenute nel luglio 1932 lo NSDAP ottenne un ulteriore successo, ottenendo il 37,4% dei voti e divenendo così il partito più importante della Germania. I 230 seggi conquistati non permisero però allo NSDAP di raggiungere la maggioranza assoluta all'interno del Reichstag composto da 608 seggi. Insieme il Partito Nazionalsocialista e i comunisti del KPD ottennero il 52% dei voti totali e un'ipotetica maggioranza assoluta. Visto che entrambi i partiti rifiutavano il sistema politico stabilito, e rifiutarono di supportare ogni operazione di governo, la formazione di un governo di maggioranza risultò impossibile. Il risultato fu l'obbligo di governare attraverso decreti legge. Seguendo le direttive di Stalin, il Partito comunista tedesco (KPD) continuò a vedere nei socialdemocratici del SPD, chiamati dai comunisti "social fascisti", il peggior nemico creando così una grave spaccatura nelle sinistre e impedendo di fatto ogni efficace contrasto all'ascesa dei nazionalsocialisti. Negli anni successivi l'SPD e il KPD si accusarono vicendevolmente di aver facilitato l'ascesa di Hitler a causa della loro incapacità di trovare un compromesso.
Il cancelliere Franz von Papen indisse nuove elezioni per il Reichstag per il novembre 1932 nella speranza di trovare una soluzione all'ingovernabilità del paese. I risultati furono simili a quelli di luglio con i nazisti e i comunisti che ottennero, insieme, oltre il 50% dei voti. Il supporto ai nazionalsocialisti scese però al 33,1% dei voti; questo suggerì che lo NSDAP avesse ormai raggiunto il suo picco e fosse in fase calante. I nazisti capirono l'essenzialità di conquistare il potere prima che il loro momento fosse passato.
In questa fase sarebbe stato possibile creare un fronte unito opposto allo NSDAP ma i campanilismi e gli interessi dei diversi partiti ebbero la meglio. Papen, il suo successore Kurt von Schleicher e il magnate della stampa nazionalista Alfred Hugenberg passarono tutto il mese di dicembre e di gennaio in una serie di intrighi politici cercando di conquistare il potere. Hitler e lo NSDAP si inserirono in questo gioco, consci della necessità di raggiungere quanto prima il potere, e riuscirono a convincere Papen e Hugenberg (entrambi agirono sperando di poter controllare Hitler una volta al potere) della necessità di candidare Hitler alla carica di Cancelliere del Reich appoggiando la sua nomina presso il Presidente Hindenburg. Il 30 gennaio 1933 Hitler divenne Cancelliere della Germania, alla guida di un gabinetto di coalizione con i nazionalisti di Hugenberg che per il momento contava solo pochi ministri nazionalsocialisti.

## Al potere nel periodo interbellico: 1933-1939
Una volta raggiunto il potere Hitler e lo NSDAP operarono in tempi brevissimi per ottenere il controllo assoluto dello stato tedesco ed eliminare i partiti politici avversari. Il 27 febbraio 1933 scoppiò un devastante incendio presso la sede del Reichstag. I nazisti, alla ricerca di un pretesto per bandire una crociata anti-bolscevica e rendere illegali i partiti della sinistra, incolparono dell'accaduto i comunisti arrestando i dirigenti del KPD, chiudendone le sedi e vietandone le manifestazioni. L'incendio venne appiccato da uno squilibrato olandese, Marinus van der Lubbe, che in passato aveva avuto contatti con il Partito comunista ma che si rivelò estraneo a complotti. Il Reichstag venne restaurato, ma Hitler dette mandato all'architetto Albert Speer di costruire una nuova cancelleria, la "Neue Reichskanzlei", nel cui giardino venne scavato il bunker che vedrà le ultime ore di Hitler e del partito. I comizi, invece, venivano tenuti allo Sportpalast.
Hitler colse l'occasione per convincere il Presidente von Hindenburg a firmare un decreto (Reichstagsbrandverordnung, «Decreto dell'incendio del Reichstag») che, di fatto, sospendeva la maggior parte dei diritti umani sanciti dalla costituzione della Repubblica di Weimar. Una successiva integrazione permise l'incarcerazione preventiva per tutti i dirigenti comunisti e coloro che in qualche modo fossero ostili al Partito Nazionalsocialista. In questa nuova e favorevole condizione - con gli avversari politici incarcerati oppure in fuga dalla Germania - Hitler si apprestò a tenere una nuova tornata elettorale per il marzo 1933 al fine di raggiungere la maggioranza assoluta al Reichstag e poter così modificare la costituzione. Le elezioni prevedibilmente videro trionfare i lo NSDAP che ottenne il 43,9% dei voti. Insieme con gli alleati nazionalisti del DNVP i nazisti ottennero una maggioranza parlamentare semplice con il 51,8% dei voti.
Il successivo passo dello NSDAP per l'instaurazione della dittatura (nel quadro di un progetto di Gleichschaltung, normalmente tradotto in «coordinamento») fu l'approvazione del Decreto dei pieni poteri che garantiva a Hitler e al suo gabinetto di governo di promulgare leggi, esautorando di fatto il parlamento dal suo ruolo istituzionale. Il decreto progettava di abolire la separazione del potere esecutivo da quello legislativo, uno dei principi basilari della costituzione repubblicana. In quanto tale esso rappresentava un emendamento della costituzione e necessitava di una maggioranza parlamentare di due terzi. La coalizione nazionalsocialista/nazionalista disponeva solamente della maggioranza semplice e Hitler si adoperò per ottenere il supporto del Zentrum cattolico che accettò dopo una serie di garanzie che Hitler fece al suo presidente Ludwig Kaas. I 31 voti del Zentrum, insieme a quelli dei piccoli partiti del ceto medio, quelli dei nazionalisti e quelli dello stesso NSDAP permisero a Hitler di far approvare il decreto, che fu una delle tappe fondamentali nella privazione dei diritti individuali dei cittadini tedeschi. I partiti della sinistra ovviamente si opposero al decreto; ma il KPD non poté fare nulla con i suoi dirigenti in carcere. Questo lasciò al solo SPD il compito di opporsi al decreto, ma i suoi voti non furono sufficienti a bloccarne l'approvazione. Per l'opposizione alla volontà di Hitler i socialdemocratici furono il secondo partito tedesco a essere messo fuorilegge (il 22 giugno) e i dirigenti dell'SPD dovettero ripiegare in esilio a Praga.
Il decreto dei pieni poteri, della durata di quattro anni, dava al governo il potere di promulgare leggi, di stipulare trattati con nazioni straniere e persino di apportare modifiche alla costituzione. Il governo nazionalsocialista non onorò le promesse fatte ai partiti alleati e rapidamente li mise fuorilegge come già aveva fatto con il partito comunista e quello socialdemocratico. Eliminati tutti i partiti esistenti e promulgata una legge che impediva la creazione di nuovi entro il 14 luglio 1933 la Germania diventò uno stato a partito unico. Hitler mantenne formalmente il Reichstag che però servì solo ad avallare le decisioni da lui prese. L'altra camera tedesca, il Reichsrat, venne altresì mantenuta ma perse ogni effettivo potere. I corpi legislativi dei singoli stati seguirono presto lo stesso destino, e il governo centrale assunse la maggior parte dei poteri sia di governo sia legislativi.
Hitler cercò di inglobare anche le confessioni religiose all'interno del regime. Il 23 marzo 1933 le aveva definite «il più importante fattore» per il mantenimento del benessere del popolo tedesco. Alla Chiesa Cattolica propose un concordato (Reichskonkordat) tra la Germania e la Santa Sede, che venne firmato il 20 luglio 1933 dal vicecancelliere Franz von Papen e dal cardinale Eugenio Pacelli, futuro papa Pio XII, che all'epoca ricopriva l'incarico di Nunzio apostolico in Germania. Per la confessione Protestante Hitler fondò una nuova corrente, denominata Chiesa Protestante tedesca ispirata a principi nazionalisti e di «cristianesimo positivo». Questa imposizione fece però sollevare un gruppo di teologi - tra i quali Martin Niemöller e Dietrich Bonhoeffer - che condannarono il movimento religioso nazionalista fondando una Chiesa protestante antagonista, la Chiesa Confessionale.
L'iscrizione alla Gioventù hitleriana venne resa obbligatoria e servì a formare ideologicamente i giovani tedeschi alle esigenze e aspettative del partito. Nonostante la volontà di eliminare la burocrazia «reazionaria», e quindi poco propensa a seguire le direttive, il partito si trovò in grave difficoltà nel trovare al suo interno personale qualificato per ricoprire gli incarichi necessari al funzionamento nello stato. La carriera nell'amministrazione pubblica venne mantenuta e solo gradualmente i più importanti ruoli vennero ricoperti da membri del partito. In alcuni ruoli oppositori del regime riuscirono a mantenere la loro posizione per un lungo periodo. Ad esempio Johannes Popitz, ministro delle Finanze del più grande stato tedesco, la Prussia, fino al 1944 e il sottosegretario al Ministero degli Esteri Ernst von Weizsäcker che protesse diversi gruppi di resistenza all'interno del suo ministero. La Wehrmacht in un primo momento, mantenendo un'antica tradizione, vietò l'affiliazione partitica dei propri membri e rimase così, almeno per alcuni anni, indipendente.
Tuttavia il periodo 1933-39 vide una graduale fusione del Partito Nazionalsocialista e dello stato tedesco, mentre il partito arrogava per sé sempre maggior potere a discapito dell'amministrazione statale formata da esperti. Questa ingordigia condusse all'inefficienza e alla confusione nell'amministrazione, soddisfacendo così una delle deliberate politiche negative di Hitler che preferiva frammentare il potere tra molti in competizione tra loro per evitare che qualcuno potesse un giorno scalzarlo dalla sua posizione di leader indiscusso. La sovrapposizione delle competenze amministrative nel tempo condusse a una situazione caotica e decisamente inefficiente. Molti gerarchi del partito, inoltre, scaddero rapidamente nella corruzione, seguendo l'esempio di Göring, rubando e incamerando sia proprietà statali sia beni appartenuti a ebrei. A causa della corruzione per la metà degli anni trenta lo NSDAP era già un'istituzione gravemente screditata agli occhi del popolo tedesco, anche se questa opinione non toccò direttamente Hitler che rimase al di sopra delle critiche almeno fino al 1943, quando le prime sconfitte militari appannarono anche la sua immagine.
Nel 1934 le SA guidate da Röhm divennero un grave problema per il partito. La maggior parte dei membri di questa milizia popolare prendevano seriamente il concetto "socialista" del nazionalsocialismo e cominciarono presto a richiedere al partito di ampliare gli attacchi oltre che contro i nemici politici e gli ebrei anche contro il sistema capitalista. Inoltre Röhm immaginava le SA come il nuovo esercito popolare della Germania «rivoluzionaria» che avrebbe dovuto prendere il posto del vecchio esercito guidato dal corpo aristocratico degli ufficiali. L'esercito rappresentava in quegli anni l'unica istituzione ancora in grado di contrastare l'ascesa nazionalsocialista e fece capire chiaramente a Hitler che non avrebbe tollerato intrusioni nella sua sfera di competenze. Infine le SA trovavano che la «rivoluzione» nazionalsocialista non fosse stata portata a termine compiutamente e si riproponevano una «seconda rivoluzione» ancor più radicale. Tale visione socialista avrebbe rischiato di danneggiare gli interessi dell'industria, allora impegnata, spronata da Hitler stesso, a supportare il rapido riarmo della Germania.
Nonostante la minaccia rappresentata dalle SA agli interessi di Hitler egli stentò in un primo tempo ad agire, forse in ricordo della lunga militanza di Röhm nel partito e dell'antica amicizia che li legava; Röhm era uno dei pochissimi che poteva permettersi il du («tu») invece che il più formale sie («lei») nei confronti di Hitler. Röhm aveva però altri nemici nel partito, desiderosi di assumere ruoli sempre più importanti eliminando un pericoloso concorrente. Tra questi spiccavano Hermann Göring e Heinrich Himmler; quest'ultimo sfruttò la Gestapo e il Sicherheitsdienst (SD), le polizie politiche segrete da lui dirette, per montare artificiosamente le "prove" di un presunto complotto ordito dai vertici delle SA teso al rovesciamento di Hitler. Queste prove - nella quasi totalità false - convinsero Hitler ad agire e il 30 giugno 1934 le SS guidate da Himmler compirono una sanguinosa purga (passata alla storia con il nome di «Notte dei lunghi coltelli») ai danni delle SA: Röhm e i suoi più stretti collaboratori vennero uccisi e si colse l'occasione per eliminare anche altri «elementi indesiderabili» che, in passato, avevano ostacolato il partito. Il numero dei morti non è mai stato accertato con precisione ed è variabile tra le 77 vittime ufficiali a 600-700.
La purga servì a lanciare Heinrich Himmler e le sue disciplinate e fedeli SS come nuovo braccio esecutivo dello NSDAP, mentre le turbolente SA, pur non venendo ufficialmente disciolte, mantennero un ruolo puramente rappresentativo. La comunità industriale si sentì rassicurata e rapidamente si riconciliò con il regime. L'esercito si sentì altresì rassicurato e il ministro della Difesa, generale Werner von Blomberg, pur non essendo fascista volle riconoscere a Hitler la propria stima facendo giurare all'esercito fedeltà non più alla nazione ma direttamente nelle mani di Hitler, in qualità di führer dello stato. Questi eventi rafforzarono ulteriormente la posizione dei nazionalsocialisti sfumando ulteriormente le distinzioni tra partito e stato, anche se l'indipendenza della burocrazia statale non venne mai, nonostante gli sforzi compiuti, eliminata completamente.
Un effetto meno visibile della purga, che venne poco percepito all'epoca ma probabilmente rientrava nei progetti di Hitler, fu di focalizzare le energie del partito non più su aspetti sociali (come desiderato dalle SA) ma sui «nemici razziali» della Germania. Da questo momento il NSDAP abbraccia implicitamente il capitalismo e si prefigura come un'ideologia prettamente di destra, abbandonando ogni ipotesi rivoluzionaria e quindi rimanendo "socialista" solo nel nome. Questo come pegno ai poteri economici internazionali che l'avevano sostenuto finanziariamente nell'ascesa al potere.
La persecuzione del «nemico giudaico» culminò con le leggi razziali di Norimberga approvate nel settembre 1935 durante l'annuale congresso del partito. Le leggi di Norimberga bandirono di fatto gli ebrei da ogni aspetto della vita sociale tedesca, privandoli della cittadinanza, dalla maggior parte delle professioni e della possibilità di sposarsi con «ariani». Dopo una breve pausa nelle persecuzioni antisemite dovuta in parte alle Olimpiadi del 1936 organizzate dalla Germania, i nazionalsocialisti nel novembre 1938 tornarono all'attacco organizzando un pogrom che verrà sarcasticamente ricordato come Kristallnacht, Notte dei cristalli, dalle vetrine infrante dei negozi di proprietà di ebrei. Nel corso del pogrom persero la vita almeno 100 ebrei, 30.000 vennero inviati nei campi di concentramento, vennero incendiate oltre 1.400 sinagoghe e devastati 7.500 negozi. Questa prima massiccia "operazione" soddisfece temporaneamente l'ala radicale antisemita del partito fino al 1942 quando prese il via l'operazione eufemisticamente chiamata «soluzione finale della questione ebraica» che implicò il genocidio sistematico del popolo ebraico effettuato presso i campi di sterminio.
Paradossalmente, più il regime confermava il suo controllo sulla società tedesca, meno importante lo NSDAP risultava nella struttura di governo hitleriana. Il governo di Hitler fu dispotico e personalizzato; la posizione dei suoi subordinati come Himmler e Goebbels dipese dal favore di Hitler e dalla loro capacità di interpretare i suoi desideri piuttosto che dalle loro posizioni nominali all'interno del partito. A differenza della contemporanea Unione Sovietica staliniana il Partito Nazionalsocialista non possedeva alcun potere esecutivo, nessun Politburo, Commissione Centrale o Congresso di partito. La cancelleria del Partito, guidata da Rudolf Hess avrebbe dovuto, in teoria, guidare le decisioni del partito, ma in effetti non ebbe mai nessun reale potere e lo stesso Hess risultò una figura marginale all'interno dello NSDAP. Dopo il "folle" volo in Gran Bretagna effettuato da Hess nel 1941 alla ricerca di un improbabile pace con gli inglesi, la direzione della cancelleria del Partito venne assunta da Martin Bormann che riuscì a far riguadagnare parte del potere allo NSDAP. Questo avvenne però principalmente per l'alta opinione di Hitler nei confronti di Bormann che nell'ombra agì come suo segretario politico. Il vero potere nel Terzo Reich rimase sempre nelle mani di Hitler stesso, delle SS di Himmler e del ministero della Propaganda del Dottor Goebbels.

## Periodo bellico e disfatta: 1939-1945
Con lo scoppio, nel 1939, del secondo conflitto mondiale, specialmente dopo le prime sconfitte del 1941 e la defezione di Hess, il partito riguadagnò parte della sua influenza. Con Hitler sempre più concentrato in questioni militari e senza che nessuno disponesse del potere necessario a seguire quelle civili, l'amministrazione civile raggiunse quasi il collasso, rendendo lo Stato tedesco inefficiente e disorganizzato. In questa congiuntura i Gauleiters del partito, quasi tutti appartenenti alla vecchia guardia nazionalsocialista e fanaticamente fedeli alla persona di Hitler, assunsero sempre più potere nell'amministrazione civile gestendo il razionamento alimentare, il lavoro, l'assegnazione degli alloggi, la protezione antiaerea e rilasciando l'elevato numero di permessi e documenti necessari ai cittadini tedeschi per praticamente ogni aspetto della vita e del lavoro. I Gauleiters funsero insomma da tramite locale tra i cittadini e lo stato centralizzato e inefficiente. In questo periodo inoltre pretesero l'eliminazione degli ebrei rimasti in Germania giustificando le azioni ai loro danni con la mancanza di abitazioni nelle città tedesche dovuta ai bombardamenti alleati. Con l'avvicinarsi delle armate alleate al suolo tedesco i Gauleiters assunsero spesso la direzione dell'estrema resistenza: la prolungata difesa di Breslavia a opera di Karl Hanke è un significativo esempio. Nel 1945 a Berlino i ragazzi della Gioventù hitleriana, guidati dal loro fanatico leader Artur Axmann, combatterono e morirono in gran numero nella vana speranza di fermare le armate sovietiche.
L'esercito tedesco fu l'ultima organizzazione a soccombere al regime, e anche in questo caso solo in maniera parziale. La Reichswehr, storicamente apolitica, anche dopo la trasformazione in Wehrmacht vietò ai suoi soldati di appartenere al partito fino al 1939. I nazionalsocialisti in età militare spesso optarono di entrare nelle Waffen-SS, un vero e proprio esercito parallelo delle SS di Himmler. Ma nel 1938 sia il ministro della Difesa Blomberg sia il capo di Stato Maggiore Werner von Fritsch vennero rimossi dai loro incarichi a seguito di una serie di scandali - in parte organizzati dallo stesso Hitler. Hitler si nominò ministro della Difesa e i nuovi leader dell'esercito, i generali Franz Halder e Walther von Brauchitsch si dimostrarono sottomessi al suo volere e incapaci di reagire alle mire espansionistiche del führer. Solo nel 1938, durante la crisi cecoslovacca, Halder cercò di rimuovere Hitler dal potere con un colpo di Stato per il timore di un disastro dovuto all'impreparazione dell'esercito tedesco.
Tali timori e propositi di rovesciamento del regime si riproposero, senza concretizzarsi, l'anno successivo in vista dell'invasione della Polonia. Solo dopo il 1939 il divieto di appartenere al partito imposto dall'esercito venne rimosso e numerosi ufficiali, tra i quali spiccarono Walter von Reichenau e Walter Model, poterono dimostrare liberamente il loro fanatismo politico. Fino al 1944 i militari non fecero nessun serio tentativo di rovesciare Hitler, nonostante la situazione bellica sempre più disperata. Il 20 luglio 1944 un complotto di alcuni ufficiali cercò senza successo di assassinare Hitler. I cospiratori però non ebbero il pieno supporto del corpo ufficiali tedesco e vennero brutalmente perseguiti e uccisi nei mesi successivi. La Marina tedesca rimase sempre fedele a Hitler e il suo comandante, il grandammiraglio Karl Dönitz, venne designato successore di Hitler.
Entro il 1945 le differenze tra regime e Partito Nazionalsocialista erano ormai inesistenti. Quando le armate tedesche si arresero nel maggio 1945 e lo Stato tedesco cessò di esistere, lo NSDAP, nonostante gli 8,5 milioni di membri e la diffusa struttura nazionale, cessò altresì di esistere. I membri più fanatici del partito decisero di suicidarsi, abbandonarono la Germania o vennero arrestati. I molti che erano entrati nel partito per motivi d'interesse (o semplicemente per poter lavorare) bruciarono le loro tessere e cercarono di reinserirsi nella società tedesca nel più breve tempo possibile. Nell'ultimo periodo del conflitto il concetto di nazionalsocialismo era ormai ridotto a poco più che alla fedeltà ad Adolf Hitler e la sua morte liberò i membri del partito dal vincolo del giuramento alla sua persona e dalla volontà di far rinascere lo NSDAP. Nel suo testamento politico Hitler nominò come Presidente del Reich il grandammiraglio Karl Dönitz e, come Cancelliere del Reich Joseph Goebbels. Lo NSDAP venne classificato come organizzazione criminale il 10 ottobre 1945 con la legge n.2 del Consiglio di controllo alleato, dove veniva vietato l’NSDAP insieme a tutte le sue organizzazioni dipendenti e le varie organizzazioni paramilitari e negli anni immediatamente successivi al conflitto ebbe luogo una vasta opera di denazificazione per rimuovere dalla società tedesca tutti coloro che avevano avuto a che fare con il regime. Entro il 1949 nella Germania occidentale il nazionalsocialismo si poteva dire completamente estirpato. In Germania orientale le nuove autorità comuniste presero presto la loro rivincita sulle persecuzioni sofferte in passato e la sopravvivenza di ogni forma di fascismo risultò addirittura impensabile.
A partire dal 1949 sono avvenuti diversi tentativi di organizzare partiti ultranazionalisti in Germania, anche se nessuno ha utilizzato apertamente simboli e slogan dello NSDAP; come correttamente notano i tedeschi esistono molti più partiti di ispirazione fascista negli Stati Uniti e in Russia piuttosto che in Germania. Il Deutsche Reichspartei («Partito del Reich Tedesco», abbreviato in DRP), formato da numerosi nazionalsocialisti, ottenne cinque seggi nel primo Bundestag eletto nel 1949. Nei primi anni sessanta il presidente del DRP Adolf von Thadden si rese conto che il partito non aveva futuro e lo dissolse nel 1964.

### Partito Nazionaldemocratico di Germania
Thadden – parente di Elisabeth von Thadden, giustiziata dai nazisti per il suo ruolo nella resistenza tedesca – formò un nuovo partito, il Partito Nazionaldemocratico di Germania (Nationaldemokratische Partei Deutschlands, NPD) che esiste tutt'oggi ed è guidato da Frank Franz. L'NPD è sopravvissuto a diversi tentativi della Corte costituzionale federale di essere messo fuori legge come partito neonazista. L'NPD ha ottenuto occasionalmente seggi nei landtage di diversi stati tedeschi, principalmente nei territori precedentemente appartenuti alla Repubblica Democratica Tedesca, e dal 2014 al 2019 l'ex leader del partito Udo Voigt è stato europarlamentare. L'NPD conta 4.000 associati (al 2018). Il saluto usato dai militanti di tale partito non è il saluto romano ma è il segno di giuramento delle SS. Tale saluto viene fatto stendendo la mano destra con il pollice.

## Gradi e distintivi
1. Anwärter (Nicht-Partei-Mitglied)
2. Anwärter
3. Helfer
4. Oberhelfer
5. Arbeitsleiter
6. Oberarbeitsleiter
7. Hauptarbeitsleiter
8. Bereitschaftsleiter
9. Oberbereitschaftsleiter
10. Hauptbereitschaftsleiter
11. Einsatzleiter
12. Obereinsatzleiter
13. Haupteinsatzleiter
14. Gemeinschaftsleiter
15. Obergemeinschaftsleiter
16. Hauptgemeinschaftsleiter
17. Abschnittsleiter
18. Oberabschnittsleiter
19. Hauptabschnittsleiter
20. Bereichsleiter
21. Oberbereichsleiter
22. Hauptbereichsleiter
23. Dienstleiter
24. Oberdienstleiter
25. Hauptdienstleiter
26. Befehlsleiter
27. Oberbefehlsleiter
28. Hauptbefehlsleiter
29. Gauleiter
30. Reichsleiter

## Capi politici
- Anton Drexler come Presidente  (1920–1921)
- Adolf Hitler come Führer  (1921–1945)
- Martin Bormann come ministro di Partito (1945)

## Elezioni per ilReichstag
| | Elezioni tenute il |               |                 |                |                   |                |                 |              |
| Partiti politici del Reichstag | 6 giugno 1920      | 4 maggio 1924 | 7 dicembre 1924 | 20 maggio 1928 | 14 settembre 1930 | 31 luglio 1932 | 6 novembre 1932 | 5 marzo 1933 |
| Partito comunista (KPD) | 4                  | 62            | 45              | 54             | 77                | 89             | 100             | 81 (**)      |
| Partito socialdemocratico (SPD) | 102                | 100           | 131             | 153            | 143               | 133            | 121             | 120          |
| Centro cattolico (*) | 65                 | 81            | 88              | 78             | 87                | 97             | 90              | 93           |
| Partito nazionalista (DNVP) | 71                 | 95            | 103             | 73             | 41                | 37             | 52              | 52           |
| Partito nazionalsocialista (NSDAP) | –                  | –             | –               | 12             | 107               | 230            | 196             | 288          |
| Altri partiti | 98                 | 92            | 73              | 121            | 122               | 22             | 35              | 23           |
| - (*) Include il Partito popolare bavarese (BVP), una derivazione del Zentrum dal quale si distaccò nel 1919 per sviluppare una corrente politica più conservatrice, di matrice cattolica e più orientata ai problemi della Baviera. - (**) Le elezioni vennero tenute dopo il decreto dell'incendio del Reichstag e l'arresto dei deputati comunisti. Il KPD venne però formalmente sciolto solo dopo le elezioni del 1933 per agevolare l'approvazione del decreto dei pieni poteri visto che ovviamente i deputati comunisti eletti non poterono esercitare la loro opposizione essendo già in campo di concentramento o in fuga dalla Germania. Fonte: - Rielaborazione dei dati presenti in: (EN) Political Parties in the Reichstag dal sito web «Jewish Virtual Library». Altre informazioni sono disponibili a questi indirizzi: (DE) , e . Riportato il 14 novembre 2006. |                    |               |                 |                |                   |                |                 |              |

## Risultati elettorali

### Elezioni federali e parlamentari
| Elezione               | Elezione  | Voti       | %     | Seggi     |
| ---------------------- | --------- | ---------- | ----- | --------- |
| Federali maggio 1924   | Reichstag | 1 918 329  | 6,5   | 32 / 491  |
| Federali dicembre 1924 | Reichstag | 907 242    | 3     | 14 / 491  |
| Federali 1928          | Reichstag | 810 127    | 2,6   | 12 / 491  |
| Federali 1930          | Reichstag | 6 379 672  | 18,3  | 107 / 577 |
| Federali luglio 1932   | Reichstag | 13 745 680 | 37,8  | 230 / 608 |
| Federali novembre 1932 | Reichstag | 11 737 395 | 33,1  | 196 / 584 |
| Federali 1933          | Reichstag | 17 277 180 | 43,9  | 288 / 647 |
| Parlamentari 1933      | Reichstag | 39 655 224 | 92,11 | 661 / 661 |
| Parlamentari 1936      | Reichstag | 44 462 458 | 98,80 | 741 / 741 |
| Parlamentari 1938      | Reichstag | 48 751 587 | 98,93 | 813 / 813 |

### Elezioni presidenziali
| Anno | Candidato supportato                     | 1º Turno   | 1º Turno    | 2º Turno   | 2º Turno    |
| Anno | Candidato supportato                     | Voti       | %           | Voti       | %           |
| ---- | ---------------------------------------- | ---------- | ----------- | ---------- | ----------- |
| 1925 | Erich Ludendorff poi Paul von Hindenburg | 285.793    | 1.1% (7.º)  | 14.655.641 | 48.3% (1.º) |
| 1932 | Adolf Hitler                             | 11.339.446 | 30.1% (2.º) | 13.418.547 | 36,8% (2.º) |

### Elezioni parlamentari nella Città Libera di Danzica
| Elezione          | Elezione | Voti    | %     | Seggi   |
| ----------------- | -------- | ------- | ----- | ------- |
| Parlamentari 1927 | Volkstag | 1 483   | 0,81  | 1 / 72  |
| Parlamentari 1930 | Volkstag | 32 457  | 16,40 | 12 / 72 |
| Parlamentari 1933 | Volkstag | 107 331 | 50,12 | 38 / 72 |
| Parlamentari 1935 | Volkstag | 139 423 | 59,31 | 43 / 72 |

## Congressi
Congressi svolti durante il periodo 1923-1938:
| Anno | Date                    | Luogo                   | Nome tedesco                           | Nome italiano                      | Note                                                         |
| ---- | ----------------------- | ----------------------- | -------------------------------------- | ---------------------------------- | ------------------------------------------------------------ |
| 1923 | 27–29 gennaio           | Monaco di Baviera       |                                        |                                    |                                                              |
| 1926 | 3–4 luglio              | Weimar                  |                                        |                                    |                                                              |
| 1927 | 19–21 agosto            | Reichsparteitagsgelände |                                        |                                    |                                                              |
| 1929 | 1–4 agosto              | Reichsparteitagsgelände |                                        |                                    |                                                              |
| 1933 | 30 agosto – 3 settembre | Reichsparteitagsgelände | Reichsparteitag des Sieges             | Congresso della vittoria           | Documentato in Der Sieg des Glaubens di Leni Riefenstahl     |
| 1934 | 5–10 settembre          | Reichsparteitagsgelände | Reichsparteitag der Einheit und Stärke | Congresso dell'unità e della forza | Documentato in Triumph des Willens di Leni Riefenstahl       |
| 1935 | 10–16 settembre         | Reichsparteitagsgelände | Reichsparteitag der Freiheit           | Congresso della libertà            |                                                              |
| 1936 | 8–14 settembre          | Reichsparteitagsgelände | Reichsparteitag der Ehre               | Congresso dell'onore               |                                                              |
| 1937 | 6–13 settembre          | Reichsparteitagsgelände | Reichsparteitag der Arbeit             | Congresso del lavoro               |                                                              |
| 1938 | 5–12 settembre          | Reichsparteitagsgelände | Reichsparteitag Großdeutschland        | Congresso della grande Germania    |                                                              |
| 1939 | 2 settembre             | Reichsparteitagsgelände | Reichsparteitag des Friedens           | Congresso della pace               | Cancellato a causa dell'inizio della seconda guerra mondiale |

## Sedi del NSDAP
Segue la lista degli edifici utilizzati come sede del partito:
| Anni      | Immagine | Edificio                    | Indirizzo               | Città             | Note |
| --------- | -------- | --------------------------- | ----------------------- | ----------------- | --- |
| 1920      |          | Fürstenfelder Hof           | Fürstenfelder Straße 14 | Monaco di Baviera | Prima ed unica sede del DAP dal 1919. Dal 24 febbraio 1920 NSDAP. Originariamente un hotel, oggi uffici.                              |
| 1920-1923 |          | Sterneckerbräu              | Tal 38                  | Monaco di Baviera | Prima sede del NSDAP. In origine Tal 54/55. Fu sede di una birreria.                                                                  |
| 1923-1925 |          |                             | Cornelliustrasse 12     | Monaco di Baviera | Seconda sede del NSDAP. Edificio originale demolito.                                                                                  |
| 1925-1931 |          |                             | Shellingstrasse 50      | Monaco di Baviera | Terza sede del NSDAP. Oggi proprietà privata.                                                                                         |
| 1931-1933 |          | Braunes Haus                | Brienner Strasse        | Monaco di Baviera | Quarta sede del NSDAP. Edificio demolito, nello stesso posto è stato realizzato il centro di documentazione sul nazionalsocialismo.   |
| 1933-1945 |          | Nuova Cancelleria del Reich | Wilhelmstraße (Berlino) | Berlino           | Quinta ed ultima sede del NSDAP. L'edificio è stato gravemente danneggiato durante la Battaglia di Berlino, successivamente demolito. |